# 神尾久美子
神尾 久美子（かみお くみこ、1923年1月28日 - 2014年10月26日）は、日本の俳人。
福岡県出身。本名・洋子。福岡県京都郡立京都高等女学校（現・福岡県立京都高等学校）卒。野見山朱鳥に師事し、1953年『菜殻火(ながらび)』同人。神尾季羊と結婚し、季羊主宰の『椎の実』に参加する。97年季羊没後『椎の実』主宰。飯田龍太に師事し『雲母』同人。俳人協会顧問。

## 著書
- 『掌 神尾久美子句集』菜殻火叢書 1963
- 『現代俳句女流シリーズ 桐の木 句集』牧羊社 1978
- 『自註現代俳句シリーズ 神尾久美子集』俳人協会 1982
- 『現代俳句女流シリーズ 中啓』牧羊社 1983
- 『山の花 句集』角川書店 2006